# Ouville-l’Abbaye
Ouville-l’Abbaye – miejscowość i gmina we Francji, w regionie Normandia, w departamencie Sekwana Nadmorska.
Według danych na rok 1990 gminę zamieszkiwały 602 osoby, a gęstość zaludnienia wynosiła 82 osoby/km² (wśród 1421 gmin Górnej Normandii Ouville-l’Abbaye plasuje się na 391. miejscu pod względem liczby ludności, natomiast pod względem powierzchni na miejscu 512.).